# Riksförbundet M Sverige

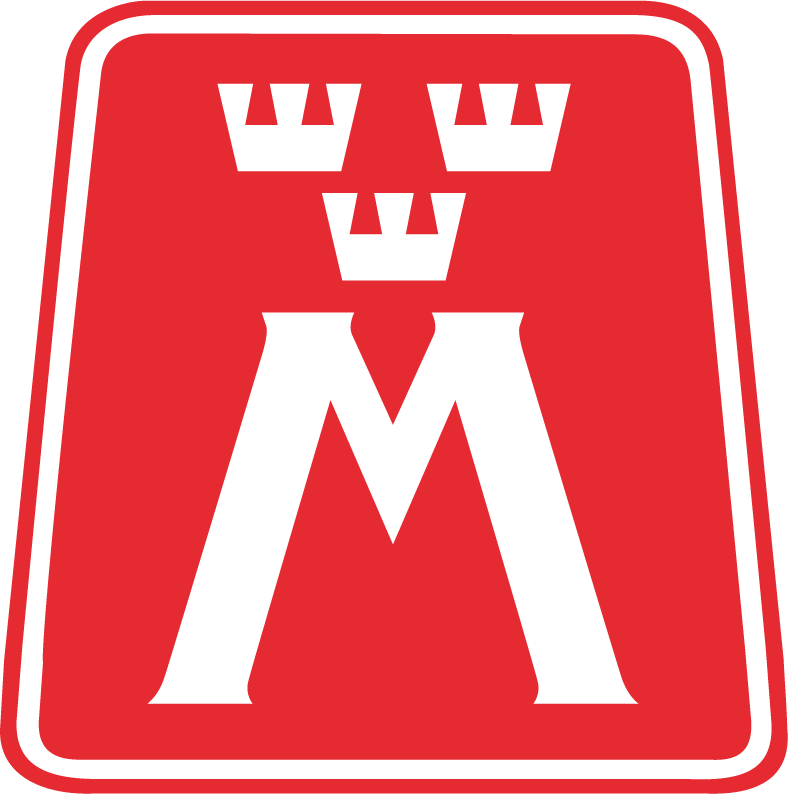
Riksförbundet M Sveriges logotyp.

Riksförbundet M Sverige, eller M Sverige, tidigare Motormännens Riksförbund (förkortat M) är Sveriges största konsumentorganisation för bilister och andra trafikanter. Organisationen grundades den 26 februari 1922 som "Sveriges förenade motormän" och med nytt namn från och med den 13 maj 2019 efter att ha hetat Motormännens Riksförbund sedan 1924.
M Sverige har cirka 60 000 medlemmar (augusti 2019). Förbundet ger sina medlemmar rådgivning rörande resor, bilar och teknik samt även juridik. Förbundet ger ut tidningen Motor med sex nummer per år. 
Riksförbundet M Sverige (the Swedish Automobile Association) är en del av den globala paraplyorganisationen för motorklubbar, Fédération Internationale de l'Automobile (FIA).
Som intresseorganisation driver M Sverige frågor gällande försäkring, trafiksäkerhet, bilekonomi, infrastruktur och miljö.
I det trafiksäkerhetspolitiska arbetet har M Sverige under senaste åren drivit frågor om vinterdäck på tunga fordon, krävt en lag som förbjuder användande av handhållen mobiltelefon samtidigt som man kör (rattsurf) och ställt krav på åtgärder för säkra vägar. Varje år genomför M Sveriges vägombud en vägkvalitetsundersökning och uppmärksammar bristande kvalitet och trafiksäkerhet.
M Sverige har även en webbutik för både medlemmar och icke-medlemmar.